# Lennart Söderhielm
Johan Leonard (Lennart) Söderhielm, född 8 november 1874 i Bro församling, Värmlands län, död 1966 i Kristianstad, var en svensk ingenjör.

## Biografi
Söderhielm, som var son till major Pehr Fredrik Söderhielm och Ingeborg Sieger, studerade mekanik och elektroteknik på Chalmers tekniska läroanstalt 1894–1898. Han var anställd vid Liljedals glasbruk 1898–1899, ritare vid AB Palmcrantz & Co i Stockholm 1899, biträdande ingenjör vid statsbanan Gällivare–Riksgränsen 1899–1901 och vid Luossavaara-Kiirunavaara AB 1901–1906, underingenjör vid Statens Järnvägars järnvägsbyggnader 1906–1917, biträdande ingenjör vid Statens Järnvägar i Lycksele 1918–1931 samt vägkonsulent i Kristianstads, Blekinge, Kronobergs och Malmöhus län från 1931.